# Karpatophyllon dacicum
Karpatophyllon dacicum är en mångfotingart som beskrevs av Ceuca 1964. Karpatophyllon dacicum ingår i släktet Karpatophyllon och familjen Mastigophorophyllidae. Inga underarter finns listade i Catalogue of Life.